# جاك مايول
جاك مايول (1 أبريل 1927 - 22 ديسمبر 2001) كان غواص حر فرنسي وقد كان مصدر إلهام للفيلم الفرنسي الأزرق الكبير .